# Kathekon
Kathēkon (en griego: καθῆκον; plural: kathēkonta en griego: καθήκοντα) es un concepto griego forjado por el fundador del estoicismo Zenón de Citio. Puede traducirse como «comportamiento apropiado», «acciones adecuadas» o «acción conveniente para la naturaleza», o también «función adecuada». Kathekon fue traducido en latín por Cicerón como officium, y por Séneca como convenentia. Kathēkonta se contrastan, en la ética estoica, con katorthōma (κατόρθωμα; plural: katorthōmata), aproximadamente «acción perfecta». Según la filosofía estoica, los seres humanos (y todos los seres vivos) deben actuar de acuerdo con la naturaleza, que es el sentido principal de kathēkon.

## Kathēkontaykatorthōmata
Según la filosofía estoica, cada ser, animado o inanimado (vegetal, animal o humano), realiza acciones adecuadas que corresponden a su propia naturaleza. Distinguieron entre kathēkonta y katorthōmata, una acción perfecta derivada del orthos logos (razón) (también teleion kathēkon: un perfecto y logrado kathēkon). Dijeron que la persona sabia, o sabio, necesariamente llevaba a cabo katorthōmata, es decir, virtuoso kathēkon, y que lo que distinguía a ambos no era la naturaleza del acto, sino la forma en que se realizaba. Así, en circunstancias excepcionales, un sabio (un estado del ser que en la filosofía estoica es casi imposible de lograr) podría llevar a cabo un katorthōma que, de acuerdo con los estándares ordinarios, se consideraría monstruoso (por ejemplo, tener relaciones sexuales con la propia hija, si está en juego el destino de la humanidad, o mutilarse).
La moral estoica es compleja y tiene varios niveles jerárquicos. En el primer nivel, laico, se debe realizar la acción que corresponde a la propia naturaleza. Pero, de acuerdo con las estrictas ideas morales estoicas, los actos de un laico son siempre equivocados (ἁμαρτήματα hamartēmata «errores» o «peccata»), mientras que los actos del raro sabio son siempre katorthōmata, acciones perfectas. El sabio actúa en vista del bien, mientras que el ser común (laico, animal o vegetal) actúa solo en vista de su supervivencia. Sin embargo, ambos actúan según su propia naturaleza.

## Cosas indiferentes
Los filósofos estoicos distinguieron otro nivel intermedio entre kathēkonta y katorthōmata: mesa kathēkonta, o acciones indiferentes (que no son apropiadas ni buenas). Una lista de kathēkonta incluiría: mantenerse en buen estado de salud, respetar a los padres, etc. Para to kathēkon, o acciones contrarias a las acciones adecuadas, sería lo contrario de este tipo de acciones (para insultar a los padres, etc.) Las acciones intermedias se refieren a «cosas indiferentes» (ἀδιάφορα & mdash; adiaphora), que en sí mismas no son buenas ni malas, pero pueden usarse de manera conveniente o no. Tales «cosas indiferentes» incluyen la riqueza, la salud, etc. Estos no están excluidos del dominio de la moralidad como cabría esperar: Cicerón así subrayó, en De Finibus Bonorum et Malorum (Acerca de los fines de los bienes y Malos, III, 58-59), que cuando el sabio actúa en el ámbito de las «cosas indiferentes», sigue actuando convenientemente, según su propia naturaleza.

## Intencionalidad y perfección
La intencionalidad es crucial en la ética estoica: la moralidad del acto no reside en el acto mismo, sino en la intencionalidad y la forma en que se realiza, es decir, en el propio agente moral. Estobeo definió kathēkonta como acciones probables (probabilis ratio en latín), o todo lo que se hace por una razón (eulogos apologia en griego). Cicerón escribió: « quod autem ratione est, id officium appellamus; est igitur officium eius generis, quod nec in bonis ponatur nec in contrariis», en De Finibus Bonorum et Malorum, III, 58.
Otra distinción entre kathēkon y katorthōmata ha sido decir que katorthōmata eran kathēkonta que «poseían todos los números» (pantas apechon tous arithmous), una expresión estoica que significa «perfección». Tal katorthōmata se realiza en armonía con todas las virtudes, mientras que el laico solo puede actuar de acuerdo con una virtud, pero no con todas. Los estoicos creen que todas las virtudes están entrelazadas y que el acto perfecto las engloba a todas.